# United States Geological Survey
United States Geological Survey (USGS, USA's geologiske undersøgelser) er et videnskabeligt agentur under den amerikanske regering. Forskerne hos USGS undersøger landskabet i USA, dets naturlige ressourcer og de naturlige farer, der truer det. Organisationen har fire større videnskabelige discipliner: biologi, geografi, geologi og hydrologi. USGS er en forskningsorganisation uden lovgivningsmæssig myndighed.

## Ledere af USGS
- 1879–1881 Clarence King
- 1881–1894 John Wesley Powell
- 1894–1907 Charles Doolittle Walcott
- 1907–1930 George Otis Smith
- 1930–1943 Walter Curran Mendenhall
- 1943–1956 William Embry Wrather
- 1956–1965 Thomas Brennan Nolan
- 1965–1971 William Thomas Pecora
- 1971–1978 Vincent Ellis McKelvey
- 1978–1981 Henry William Menard
- 1981–1993 Dallas Lynn Peck
- 1994–1997 Gordon P. Eaton
- 1998–2005 Charles G. Groat
- 2006–2009 Mark Myers
- 2009–2013 Marcia McNutt
- 2014–2017 Suzette Kimball
- 2018–2021 James F. Reilly
- 2021-2025 David Applegate
- 2025- Sarah J. Ryker